# La Chapelle-Gonaguet
La Chapelle-Gonaguet település Franciaországban, Dordogne megyében. Lakosainak száma 1058 fő (2022. január 1.). La Chapelle-Gonaguet Bussac, Annesse-et-Beaulieu, Chancelade, Château-l’Évêque és Mensignac községekkel határos.

## Népesség
A település népességének változása:
| Lakosok száma | 307  | 421  | 703  | 1004 | 1077 | 1068 | 1069 | 1074 | 1076 | 1058 |
|               | 1968 | 1982 | 1990 | 2006 | 2013 | 2015 | 2017 | 2019 | 2020 | 2022 |